# Водонапорная башня (Фленсбург-Мюрвик)
Водонапорная башня Фленсбург-Мюрвика (нем. Wasserturm Flensburg-Mürwik) — архитектурное сооружение в стиле модерн, построенное в 1961 году по проекту архитектора Фрица Траутвайна акционерным обществом «Филипп Хольцманн» в городе Фленсбург. Находится в районе Мюрвик, на холме в народном парке на восточном побережье фьорда Фленсбург. Памятник культуры.

## Сооружение
Здание в форме воронки, спроектированное архитектором Фрицем Траутвайном, не похоже на традиционные водонапорные башни. Из-за необычной формы жители Фленсбурга прозвали его «вазой для цветов».
Водонапорная башня бирюзового цвета начинается снизу с небольшого круглого этажа и сужается к верху, а затем расширяется в форме воронки диаметром в 24 метра. На высоте в 26 метров находится окружная смотровая галерея. Над галереей здание снова слегка сужается и заканчивается очень плоской конической крышей. Вертикальную конструкцию создают выступающие наружу 18 железобетонных колонн, выкрашенных в белый цвет. Колонны имеют форму параболического сечения и поддерживают всю конструкцию.
Высота водонапорной башни составляет 37,5 метра; полезная высота при эксплуатации составляла 30 метров. В центре башни расположена шахта лифта для посетителей смотровой галереи. В качестве альтернативы лифту имеется лестница. Резервуар водонапорной башни объёмом в 1500 кубических метров относился к типу «Инце».

## История эксплуатации
После Второй мировой войны население во Фленсбурге значительно выросло, что привело к развитию восточной части города. Так как водопроводная труба вела с западной стороны на восточную, подача воды через старую водонапорную башню на улице Мюленштрассе не обеспечивала высокий напор воды для домашних хозяйств на восточной стороне. Кроме того, резервуар старой водонапорной башни имел небольшой объём. Если насосы выходили из строя, то он опорожнялся всего за двадцать минут. Поэтому в начале 1960-х годов было принято решение о строительстве новой водонапорной башни в восточной части. В то время уже существовали технологии, которые делали возможной подачу воды с постоянным давлением и без водонапорной башни. Однако в случае отключения электричества водопроводная башня гарантировала постоянное давление воды в течение нескольких часов.
Высота резервуара для воды должна была равняться около 76 метрам над уровнем моря и ориентировалась на высоту резервуара старой водонапорной башни в западной части, поскольку обе башни были частью одной водопроводной сети. Холм на юге района Мюрвик, недалеко от Фруерлунда, высотой около 47 метров над уровнем моря, был выбран в качестве местоположения нового сооружения.
После архитектурного конкурса город доверил строительство архитектору из Гамбурга Фрицу Траутвайну, автору проектов небоскребов Гриндель и телебашни в Гамбурге. Строительными работами руководила компания Акционерное Общество «Филипп Хольцман». Они начались 26 сентября 1961 года и в ноябре того же года новая водонапорная башня вошла в строй. Затраты на строительство составили 970 000 немецких марок. Только в 1981 году новая водонапорная башня заменила морскую водонапорную башню в районе Мюрвик, которая до этого поставляла воду в Мюрвикское военно-морское училище.
В 2010 году башню отреставрировали; были заменены стёкла, пол внешней площадки и краска. В нижней части здания в настоящее время располагается экспозиция, посвящённая истории водонапорной башни. Башня открыта для посещения с начала мая до конца сентября, и служит в качестве смотровой площадки. Это единственная действующая водонапорная башня в земле Шлезвиг-Гольштейн, у которой есть открытая площадка для посетителей.